# Ribschild

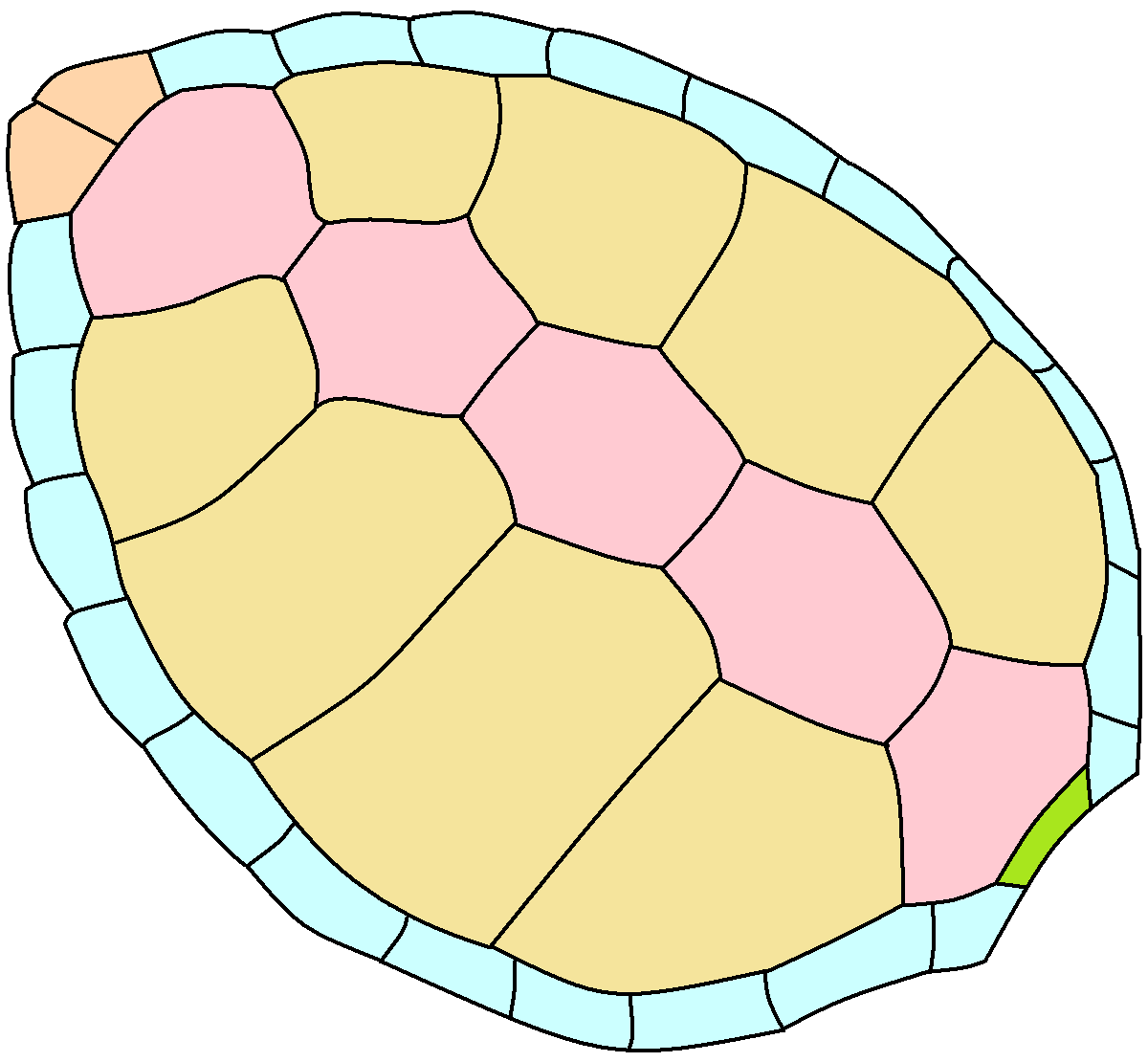
Hoornschilden van een soepschildpad

Het ribschild, ook wel het pleurale schild, ribplaat of costaalschild (mv:costalia) is een van de hoornschilden aan het rugschild van een schildpad. De vorm en grootte en de relatieve lengte van de naad op het midden van de ribschilden zijn een belangrijk determinatiekenmerk en verschillen vaak per soort.
Op de afbeelding rechts zijn de ribschilden aangegeven met een gele kleur.